# 엄준
엄준(嚴畯, ? - ?)은 중국 삼국 시대 동오의 문신으로, 자는 만재(曼才)며 팽성국 사람이다.

## 행적
젊어서 학문을 즐겨, 《시경》·삼례에 능했다. 전란을 피해 강동으로 이주하여 제갈근·보즐과 친교를 맺었다. 장소의 추거로 손권을 섬겨 기도위·종사중랑(從事中郞)이 되었다.
217년, 횡강장군(橫江將軍) 노숙이 죽자 손권은 엄준으로 노숙을 대신하게 하여 병사 1만을 거느리고 육구에 주둔하게 했고, 중론에도 합치되었으나, 엄준 자신은 군재가 없다 하여 강하게 고사하였고, 감정이 격해져 울었다. 손권이 또 엄준이 말을 탈 수 있는지를 시험했는데, 엄준은 말에 오르다 떨어졌다. 손권은 이를 받아들였고, 세간에서는 재능에 따라 겸양할 줄 안다며 좋게 여겼다.
황룡 원년(229년) 손권이 황제가 되자 위위에 임명되었고, 촉한에 사자로 갔다. 제갈량은 이때 엄준을 만나고 좋아했다.
손권에게 어렸을 적 외운 책을 암송하고 있는지 질문을 받자 《효경》의 중니거를 외웠는데, 장소에게 “비루한 서생”이라는 평가를 들었으며, 장소는 바로 군자지자 상을 외우고 사람들의 칭찬을 받았다.
엄준의 친구 유영(劉穎)이 칭병하고 손권의 초빙에 불응하다가 들통나자 엄준은 손권에게 사죄했고, 손권의 분노로 인해 엄준은 쫓겨났으나 유영은 죄를 면했다. 훗날 상서령(尙書令)이 되었다가 죽었다. 향년 78세였다.

## 저술
《효경전》·《조수론》을 지었고, 또 배현(裴玄)·장승과 함께 관중·자로에 대해 토론했다.

## 친척 관계
- 엄준
  - 엄개 (嚴凱, 아들)[4]
  - 엄상 (嚴爽, 아들)[4]

엄개의 관위는 승평소부에 이르렀다.

## 평가
진수는 정병·감택과 함께 “한 시대의 유림”이라 평가했고, 또 관직에서 쫓겨나면서도 유영을 구제한 것을 매우 칭찬했다.
주소는 제갈근·보즐·엄준·장승을 상찬하는 글을 지었고, 그 글 중에서 “자신의 의견을 완고히 주장하는 것”, “명리를 다투는 것”, “붕당을 중시하는 것”, “신속하게 하려고 힘쓰는 것” 네 가지의 악덕을 없애는 데 저희보다 나은 자가 없다고 했다. 또 제갈근·엄준·보즐 세 사람의 우정이 끝내 상하지 않았음을 칭찬했으며, 엄준에 대해서는 노숙의 뒤를 잇는 것을 사양한 것을 칭찬했고, 훗날 구경의 지위에 올랐음에도 그 영예와 봉록이 충분하지 않았다고 했다.
손등은 죽기 전 남긴 상소에서 제갈근, 보즐·주연·전종·주거·여대·오찬·감택·장승·손이와 함께 나라를 위해 충성하며, 나라를 다스리는 데 통달한 인물로 엄준을 언급했다.

## 같이 보기
- 삼국지 인물 목록